# Il Tartarello (rivista)
Il Tartarello (Rivista trimestrale di cultura e attualità castellane) è stata una rivista italiana di storia e cultura fondata a Castel Goffredo nel 1977 da Piero Gualtierotti (1934-2019), già presidente dell'Accademia Nazionale Virgiliana di Mantova ed edita da "Edizioni Vitam".
Scopo della rivista è stato raccogliere testimonianze storiche, racconti inediti, biografie di personaggi, immagini e studi sulla storia di Castel Goffredo e del suo territorio, inteso nella sua accezione più ampia (cioè comprendendo anche la storia dell'arte e della lingua, ma anche il folklore e la geografia).
Nella stessa città viene pubblicato, dal 1950, anche "Il Tartarello", numero unico omonimo ma a carattere satirico con cadenza quadriennale, edito in occasione dell'incoronazione di Re Gnocco, durante lo storico carnevale di Castel Goffredo.
Nel 2019, con la morte del suo fondatore, la rivista ha sospeso la pubblicazione.